# Montagnac-sur-Auvignon
Montagnac-sur-Auvignon – miejscowość i gmina we Francji, w regionie Nowa Akwitania, w departamencie Lot i Garonna.
Według danych na rok 1990 gminę zamieszkiwało 476 osób, a gęstość zaludnienia wynosiła 21 osób/km² (wśród 2290 gmin Akwitanii Montagnac-sur-Auvignon plasuje się na 729. miejscu pod względem liczby ludności, natomiast pod względem powierzchni na miejscu 442.).